# The Dictator (film fra 1915)
 For alternative betydninger, se The Dictator. (Se også artikler, som begynder med The Dictator)
The Dictator er en amerikansk stumfilm fra 1915.

## Medvirkende
- John Barrymore som Brooke Travers.
- Charlotte Ives som Lucy Sheridan.
- Ruby Hoffman som Juanita.
- Ivan F. Simpson som Simpson.
- Walter Craven som Campos.